# Genzie
Genzie (zapis stylizowany: GENZIE) – polski kanał na platformie YouTube, należący do Ekipy, tworzony głównie przez zwycięzców pierwszej i drugiej edycji programu Karola „Friza” Wiśniewskiego „Twoje 5 Minut”, który powstał w 2021 roku. Obecnie najpopularniejsza w Polsce grupa influencerów.
Od początku działalności kanał zgromadził 2,39 mln subskrypcji.

## Historia
24 września 2021 roku na platformie YouTube na kanale Friza (Karola Wiśniewskiego) pojawił się pierwszy odcinek programu „Twoje 5 Minut”, który swoim formatem przypominał telewizyjny program typu talent show. Nagrodą w programie była możliwość zdobycia miejsca w projekcie Genzie. Uczestnicy owego programu brali udział w różnego rodzaju wyzwaniach, które najczęściej dotyczyły czynności związanych z tworzeniem treści w Internecie, jak np. sesji zdjęciowej, czy zrealizowanie interesującego filmu. Sposób wykonania przez nich zadania był oceniany przez jurorów (członków Ekipy), którzy mieli wyłonić osoby, które najbardziej pasowałyby do projektu.
Finałowy odcinek programu ukazał się 14 listopada 2021 roku. Po zakończeniu programu do projektu dołączyła trójka zwycięzców: Hanna Puchalska, Faustyna Fugińska i Bartosz Kubicki. Oprócz tego do programu dołączyła para znanych już youtuberów Wiktoria „Kartonii” Bochnak i Patryk „Mortalcio” Baran. Do grupy dołączył również chłopak Hanny – Bartosz „Świeży” Laskowski, którego dołączeniu do grupy wywołało kontrowersje wśród widzów kanału.
Wszyscy członkowie projektu zamieszkali wspólnie w jednym domu na wzór kanału Ekipa, gdzie zaczęli nagrywać swoje pierwsze odcinki. Początkowo filmy były wrzucane w tzw. formacie daily, co oznaczało, iż filmy pojawiały się na kanale każdego dnia. Codzienne filmy wrzucane były przez okres jednego roku, a większa część tych filmów była w stanie osiągać po pół miliona wyświetleń w ciągu jednego dnia. Format codziennych filmów zakończył się po rok rozpoczęcia projektu, w którym czasie grupa była w stanie osiągnąć 1,2 mln subskrypcji na YouTube.
W lutym 2023 na kanale Friza pojawiły się filmy z drugiej edycji Twoje 5 Minut, po której zakończeniu do projektu dołączyła Julita Różalska wraz z Oliwierem Kałużnym.
4 stycznia 2024 na kanale pojawił się film, w którym ogłoszono odejście Mortalcia z projektu Genzie wraz z dniem 1 stycznia. Decyzje miała wynikać z chęci skupienia się na karierze muzycznej (m.in. na wydaniu płyty i odbyciu solowej trasy koncertowej) oraz na osobistych projektach. 20 czerwca tego samego roku ogłoszono odejście Oliwiera Kałużnego z projektu zaledwie po roku od jego dołączenia. Główny powód, dla którego miał odejść z projektu miał wynikać z niezgodności co do wizji tworzonych treści na Genzie.
W 2025 na kanale Genzie zaczął pojawiać się Daniel Koszczuk – na początku roku w roli gościnnej, zaś od maja – regularnie. Jednak oficjalne dołączenie do grupy nastąpiło w czerwcu 2025, które zostało ogłoszone podczas wydarzenia „Festiwal Ekipy” w dniu 20 czerwca 2025. Dzień później na kanale Genzie pojawiło się wideo z przyjęciem nowego członka do zespołu.

## Wybrani członkowie Genzie
| Członek                     | Sezon | Sezon | Sezon | Sezon |
| Członek                     | 1.    | 2.    | 3.    | 4.    |
| --------------------------- | ----- | ----- | ----- | ----- |
| Hanna „Hi Hania” Puchalska  | •     | •     | •     | •     |
| Faustyna „Fausti” Fugińska  | •     | •     | •     | •     |
| Bartosz Kubicki             | •     | •     | •     | •     |
| Wiktoria „Kartonii” Bochnak | •     | •     | •     | •     |
| Bartosz „Świeży” Laskowski  | •     | •     | •     | •     |
| Julita Różalska             |       | •     | •     | •     |
| Patryk „Mortalcio” Baran    | •     | •     |       |       |
| Oliwier „Kostek” Kałużny    |       | •     |       |       |
| Daniel Koszczuk             |       |       |       | •     |

## Dyskografia

### Albumy studyjne
| Rok                                                     | Dane dot. albumu                                                                           | Najwyższa pozycja na liście | Certyfikat              | Sprzedaż       |
| Rok                                                     | Dane dot. albumu                                                                           | POL                         | Certyfikat              | Sprzedaż       |
| ------------------------------------------------------- | ------------------------------------------------------------------------------------------ | --------------------------- | ----------------------- | -------------- |
| 2024                                                    | Online - Data: 26 września 2024 - Wydawca: Ekipa - Format: CD, digital download, streaming | 2                           | - ZPAV: platynowa płyta | - POL: 30 000+ |
| 2024                                                    | Dzięki - Data: 26 września 2024 - Wydawca: Ekipa - Format: CD                              | –                           |                         |                |
| „–” oznacza, że album nie był notowany na danej liście. |                                                                                            |                             |                         |                |

### Single
| Rok | Tytuł                                             | Najwyższa pozycja na liście | Certyfikat                 | Sprzedaż        | Album  |
| Rok | Tytuł                                             | POL                         | Certyfikat                 | Sprzedaż        | Album  |
| --- | ------------------------------------------------- | --------------------------- | -------------------------- | --------------- | ------ |
| 2021 | „5 minut”                                         | X                           | - ZPAV: złota płyta        | - POL: 25 000+  | –      |
| 2021 | „List do M”                                       | X                           |                            |                 | –      |
| 2022 | „Dzięki”                                          | X                           | - ZPAV: platynowa płyta    | - POL: 50 000+  | Dzięki |
| 2022 | „Pląs”                                            | X                           | - ZPAV: złota płyta        | - POL: 25 000+  | Dzięki |
| 2022 | „Holiday”                                         | X                           | - ZPAV: platynowa płyta    | - POL: 50 000+  | Dzięki |
| 2022 | „Milion”                                          | X                           | - ZPAV: złota płyta        | - POL: 25 000+  | Dzięki |
| 2022 | „FriendSHIP” (Bartek Kubicki i Faustyna Fugińska) | X                           | - ZPAV: złota płyta        | - POL: 25 000+  | Dzięki |
| 2023 | „Twój wzrok” (Hi Hania i Świeży)                  | 36                          | - ZPAV: 2× platynowa płyta | - POL: 100 000+ | Dzięki |
| 2023 | „Nowy rozdział”                                   | –                           | - ZPAV: złota płyta        | - POL: 25 000+  | Dzięki |
| 2023 | „Nie mam złudzeń”                                 | –                           |                            |                 | Dzięki |
| 2023 | „Trasa”                                           | –                           |                            |                 | Dzięki |
| 2023 | „SHADOWBAN” (Hi Hania)                            | –                           | - ZPAV: platynowa płyta    | - POL: 50 000+  | –      |
| 2023 | „Nowy rozdział (Genzie Tour Remix)”               | –                           |                            |                 | Dzięki |
| 2023 | „Preria”                                          | –                           |                            |                 | Dzięki |
| 2023 | „Retro”                                           | –                           | - ZPAV: platynowa płyta    | - POL: 50 000+  | Dzięki |
| 2023 | „Halloween”                                       | –                           | - ZPAV: platynowa płyta    | - POL: 50 000+  | Dzięki |
| 2023 | „Razem”                                           | –                           | - ZPAV: złota płyta        | - POL: 25 000+  | Dzięki |
| 2023 | „Święta”                                          | –                           |                            |                 | –      |
| 2024 | „Genziara”                                        | 8                           | - ZPAV: 3× platynowa płyta | - POL: 150 000+ | Dzięki |
| 2024 | „Pierwsza miłość”                                 | –                           |                            |                 | Dzięki |
| 2024 | „Przyjaźń”                                        | –                           |                            |                 | Online |
| 2024 | „Ostatni dzwonek”                                 | –                           |                            |                 | Online |
| 2024 | „Bilet”                                           | –                           |                            |                 | Online |
| 2024 | „Jacuzzi”                                         | –                           |                            |                 | Online |
| 2024 | „Wakacje vibe”                                    | –                           |                            |                 | Online |
| 2024 | „Zamki na piasku”                                 | –                           |                            |                 | Online |
| 2024 | „Happy Holiday” (Hi Hania i Świeży)               | –                           |                            |                 | –      |
| 2025 | „Miodożer” (Julita Różalska i Kartonii)           | –                           |                            |                 | –      |
| 2025 | „Gazzz” (gośc. Przemek Pro, Michu Kontrabas)      | –                           |                            |                 | –      |
| „–” oznacza, że singel nie był notowany na danej liście. „X” oznacza, że lista przebojów nie istniała w danym okresie. |                                                   |                             |                            |                 |        |

### Teledyski
| Tytuł                               | Rok  | Inni artyści                      | Reżyseria                                         | Źródło |
| ----------------------------------- | ---- | --------------------------------- | ------------------------------------------------- | ------ |
| „5 minut”                           | 2021 | –                                 | Piotr Twardowski (Direct by EKIPA)                | [ 31 ] |
| „List do M”                         | 2021 | –                                 | Piotr Twardowski (Direct by EKIPA)                | [ 32 ] |
| „Dzięki”                            | 2022 | –                                 | Maciej Jurek Movies                               | [ 33 ] |
| „Pląs”                              | 2022 | –                                 | Maciej Jurek Movies                               | [ 34 ] |
| „Holiday”                           | 2022 | –                                 | Maciej Jurek Movies                               | [ 35 ] |
| „Milion”                            | 2022 | –                                 | Maciej Jurek Movies                               | [ 36 ] |
| „Finał”                             | 2022 | –                                 | Maciej Jurek Movies, Beniamin Jeż                 | [ 37 ] |
| „FriendSHIP”                        | 2022 | Faustyna Fugińska, Bartek Kubicki | Beniamin Jeż, Visualsoflens                       | [ 38 ] |
| „Twój wzrok”                        | 2023 | Hi Hania, Świeży                  | Maciej Jurek Movies                               | [ 39 ] |
| „Nowy Rozdział”                     | 2023 | –                                 | Beniamin Jeż                                      | [ 40 ] |
| „Nie Mam Złudzeń”                   | 2023 | Oliwier Kałużny, Julita Różalska  | Natalia Sokołowska                                | [ 41 ] |
| „Trasa”                             | 2023 | –                                 | Natalia Sokołowska                                | [ 42 ] |
| „SHADOWBAN”                         | 2023 | Hi Hania                          | Natalia Sokołowska                                | [ 43 ] |
| „Nowy Rozdział (GENZIE TOUR REMIX)” | 2023 | –                                 | DIRECT by Ekipa                                   | [ 44 ] |
| „Preria”                            | 2023 | –                                 | DIRECT by Ekipa                                   | [ 45 ] |
| „Retro”                             | 2023 | –                                 | DIRECT by Ekipa                                   | [ 46 ] |
| „Halloween”                         | 2023 | –                                 | DIRECT by Ekipa                                   | [ 47 ] |
| „Razem”                             | 2023 | –                                 | DIRECT by Ekipa                                   | [ 48 ] |
| „Święta”                            | 2023 | –                                 | DIRECT by Ekipa                                   | [ 49 ] |
| „Genziara”                          | 2024 | –                                 | Bartek Laskowski, Bartek Kubicki, Oliwier Kałużny | [ 50 ] |
| „Pierwsza Miłość”                   | 2024 | –                                 | Hanna Puchalska, Julita Różalska                  | [ 51 ] |
| „Przyjaźń”                          | 2024 | –                                 | Natalia Sokołowska                                | [ 52 ] |
| „Ostatni dzwonek”                   | 2024 | –                                 | Natalia Sokołowska                                | [ 53 ] |
| „Bilet”                             | 2024 | –                                 | Natalia Sokołowska                                | [ 54 ] |
| „Jacuzzi”                           | 2024 | –                                 | Natalia Sokołowska                                | [ 55 ] |
| „Wakacje vibe” – wizualizacja       | 2024 | –                                 | Iga Malinowska                                    | [ 56 ] |
| „Zamki na piasku”                   | 2024 | –                                 | Natalia Sokołowska                                | [ 57 ] |
| „TRAP”                              | 2024 | –                                 | Natalia Sokołowska                                | [ 58 ] |
| „Happy Holiday”                     | 2024 | Hi Hania, Świeży                  | MZQ Media                                         | [ 59 ] |
| „Miodożer”                          | 2025 | Julita Różalska, Kartonii         | Dawid Zadworny, Dawid Szewczyk                    | [ 60 ] |
| „Gazzz”                             | 2025 | Przemek Pro, Michu Kontrabas      | Błażej Jankowiak                                  | [ 61 ] |

## Trasy koncertowe
- Genzie Tour (Polska, 21 maja – 18 czerwca 2023)[62]
- Genzie Tour Vol. 2 (Polska, 7 października – 29 października 2023)[63]
- Genzie Offline Tour (Polska, 12 marca – 17 kwietnia 2025)[64][65]

## Filmografia

### Filmy
- 2023: Genzie Tour (film dokumentalny)[66][67]

### Programy telewizyjne
- 2023: GENZIE Finał w Afryce (miniserial)[68][69][70][71][72]